# Carlos Kletnicki
Carlos José Kletnicki (ur. 13 kwietnia 1983 w Azul) – argentyński piłkarz polskiego pochodzenia.
Kletnicki rozpoczął swoją karierę w Gimnasia y Esgrima La Plata, ale został wypożyczony do Villa Dálmine, który występuje Primera C Metropolitana. Po sześciu miesiącach wrócił Gimnasia y Esgrima La Plata i walczył o miejsce w pierwszej jedenastce z Juan Carlos Olave i Sebastián Cejas.